# FNRS (balon)

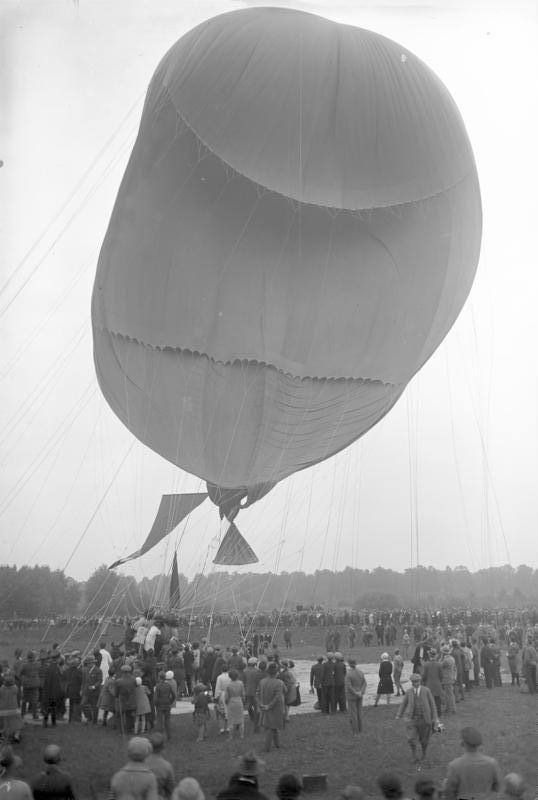
Start k prvnímu stratosférickému letu v květnu 1931

FNRS (též FNRS-1) byl stratosférický balon, v němž jeho konstruktér Auguste Piccard v roce 1931 dosáhl světového výškového rekordu. Označení je zkratkou belgického fondu pro vědecký výzkum (Fonds National Belge de la Recherche Scientique), který stavbu financoval. Stejně pak byly pojmenovány i dva batyskafy: FNRS-2 a FNRS-3.

## Popis
Balón byl sestrojen pro výzkum kosmického záření ve vysokých vrstvách zemské atmosféry. Podle návrhu profesora Piccarda jej postavila švýcarská firma Riedinger a ve Švýcarsku byl také registrován. Skládal se z pláště z lehké (100 g/m²) pogumované tkaniny o objemu 14000 m3 a kulové gondoly. Byl plněn vodíkem. Při startu byl obal plněn jen zhruba do 1/5 objemu (2800 m³), teprve výstupem náplň expandovala a balón dosáhl kulovitého tvaru.
Gondola byla vyrobena z hliníkového plechu o tloušťce stěn 3 mm a měla průměr 2,1 m. Byla vybavena osmi okny a dvěma hermetickými průlezy. Okna byla dvojitá, aby se zabránilo omrzání. Polovina gondoly byla zvenku natřena černě a polovina bíle, což mělo usnadnit termoregulaci. Kvůli poruše ovládání balónu byl ale tento systém během rekordního letu nefunkční.

## Lety

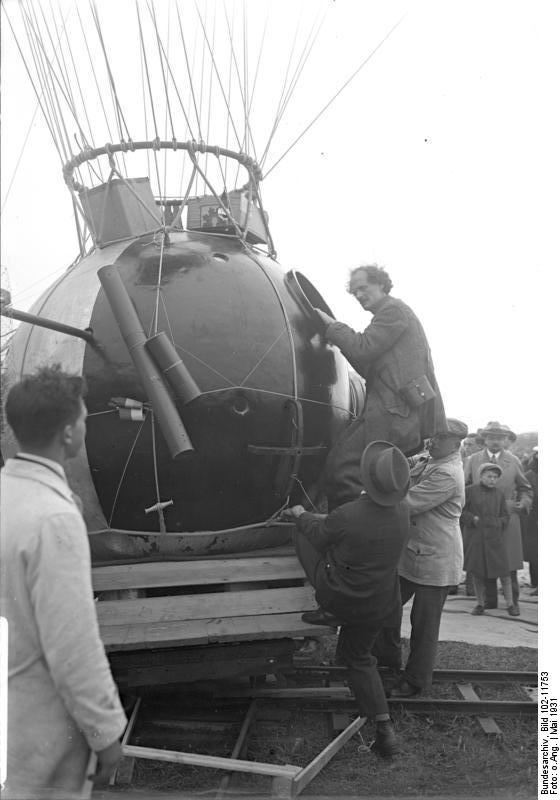
Auguste Piccard nastupuje do gondoly balonu FNRS; je patrný světlý a černý nátěr, který měl pomoci regulovat teplotu

K prvnímu vzletu byl balón připraven 14. září 1930. Kvůli špatnému počasí byl ale let zrušen. Ke skutečnému startu proto došlo až 27. května 1931. Balón vystartoval ve 3.57 ráno z Bernu. Kvůli větru byl balón na zemi zajištěn nadbytečným lanem, které však po startu zablokovalo ovládání výpustního ventilu, což posádce velmi zkomplikovalo přistání. Let proto trval až do večera, kdy po západu slunce plyn vychladl a balón klesl. Dosáhl výšky přibližně 16 km. Jako rekord byl pak uznán další let ze 17. srpna 1932, kdy balón dosáhl výšky 16 201 m (podle IAF) či 16 940 m (podle Švýcarského topografického úřadu).
Další a poslední let (s jinou posádkou) byl proveden 18. srpna 1934. O několik let později obal balónu shořel při pokusu profesora Piccarda o využití zvetšelého obalu pro teplovzdušný balón.